# Solter katharinae
Solter katharinae är en insektsart som beskrevs av Hölzel 1981. Solter katharinae ingår i släktet Solter och familjen myrlejonsländor. Inga underarter finns listade i Catalogue of Life.